# Alligator mefferdi
Alligator mefferdi — вимерлий вид алігатора, описаний Чарльзом Крейгом Муком. Вони жили в період міоцену, і їх ареал був переважно на території теперішнього штату Небраска, США. Типовий зразок був виявлений у формації Еш-Холлоу в Державному історичному парку Еш-Холлоу.

## Класифікація
A. mefferdi є членом підродини Alligatorinae, що входить до більшої родини Alligatoridae. Філогенетичні дослідження виявили, що A. mefferdi найбільше споріднений із живим американським алігатором.

## Заміри
Середні розміри черепа A. mefferdi складають 298 × 170 міліметрів. Виходячи з довжини, орієнтовна маса тіла становила 34.6 кг.